# Ligue ACT
La Ligue San Miguel ou Ligue ACT est la ligue d'aviron créée par l'Association de Clubs de traînières (ACT) comme première division d'aviron en région cantabrique. La Ligue ACT est née le 2 juillet 2003 après l'accord conclu par les Gouvernements des Communautés Autonomes d'Asturies, de Région cantabrique, de Galice et du Pays basque, pour soutenir et promouvoir une discipline sportive qui fait partie de l'histoire des peuples du nord de l'Espagne. Durant l'année 2006, après un accord de parrainage avec l'entreprise Mahou-San Miguel, la Ligue ACT a changé son nom par celui de Ligue San Miguel.
C'est la première division d'aviron. Au-dessous se trouvent la Ligue ARC dans laquelle concourent des clubs cantabres, basques et maintenant aussi, asturiens et la Ligue Galicienne ou Ligue Nord-ouest. Les dernières classées sur les 12 participants à la Ligue San Miguel jouent le play-off de promotion/descente contre les 2 premières classées d'un play-off préalable entre les deux meilleures classées de la Ligue ARC et de la Ligue Galicienne. Les deux traînières qui sont le mieux classés se maintiendront ou monteront de catégorie.

## Histoire

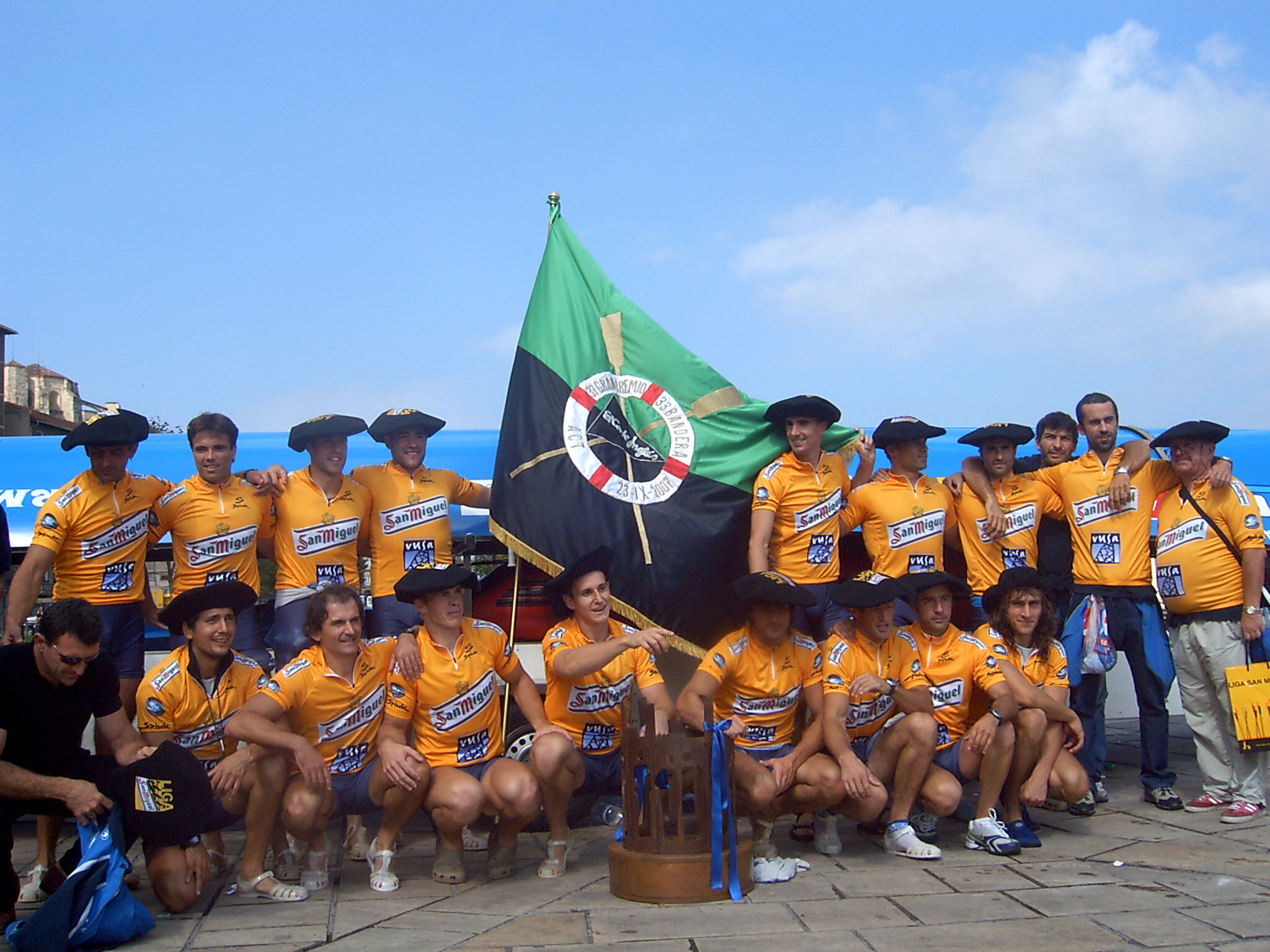
Equipage d'Urdaibai Portugalete 2007. En bas, le trophée de la ligue San Miguel.

La saison de la Compétition de l'Association de la Ligue ACT ou la Ligue San Miguel, débute en juillet 2003 et a pour objectifs :
- Faire de la Ligue une compétition amateur de haut niveau, gérée professionnellement, dans laquelle prennent part les douze meilleures équipes appartenant au secteur géographique.
- Parvenir à augmenter significativement le nombre de supporters, en renforçant l'attention et la couverture par des moyens de communication utilisés précédemment.
- Concevoir la compétition en format de Ligue Régulière, pour plus d'attrait et compréhensible pour tous.
- Garantir sa stabilité dans le temps, par une phase de promotion et descente avec des clubs provenant des Ligues Fédératives.
- Faire de la Ligue ACT un produit sportif moderne, solide et de qualité, qui favorise la pratique de l'aviron, et qui en été offre la possibilité de jouir de sport-spectacle dans un vaste cadre géographique et dans un environnement incomparable comme l'est la côte de la cote cantabro-atlantique.

Le 28 septembre 2003 clôt la première saison de la Ligue ACT. L'unanimité des commentaires sur le succès de la compétition, tant par les moyens de communication que par les amateurs et partisans, les encourage à continuer. Saison après saison, cette belle discipline sportive se transforme en une référence pour le futur de jeunes sportifs, ainsi que pour toutes ces organismes qui comprendront que ce sport est un intermédiaire attrayant pour appliquer une politique de Marketing et Publicité.
Quant à la saison sportive, Astillero a réalisé une de ses meilleures saisons de toute l'histoire, en gagnant la Ligue ACT et en obtenant un total de 10 drapeaux.
Pendant la IIIe édition on instaure la Couronne ACT comme trophée au vainqueur. Cette saison a été infestée de polémiques pour des thèmes extra-sportifs autour de la SDR Astillero et se solde par l'exclusion du champion de cette année pour les saisons suivantes.
À partir de la IVe édition cette compétition s'appelle Ligue San Miguel. À partir de la VIe édition la Couronne ACT s'appelle Couronne Caja Madrid. En outre cette année on instaure le maillot vert pour le meilleur barreur.

## Politique de carrière
Afin d'éviter le départ massif de rameurs vers des clubs plus riches et dans le but de renforcer leur carrière on établit un contingent de minimum 7 "rameurs propres". On entend par rameur propre ceux qui ont été 3 ans ou plus dans un même club ou dans lequel ils ont eu leur première licence.

## Traînières participants à la première édition (2003)
- 1re Astillero
- 2e Mecos Mondariz
- 3e Pasai Donibane Iberdrola
- 4e Orio Arraunketa Elkartea
- 5e Naturhouse Castro
- 6e Cabo da Cruz
- 7e Hondarribia
- 8e Urdaibai Umpro Avia
- 9e Pedreña
- 10e Tiran Pereira
- 11e Grafilur Isuntza SuperBM
- 12e Zarautz Inmob. Orio

## Équipes participantes à la ligue San Miguel (2003-2009)
| Équipe                    | Club                                      | Nom de la traînière                                                | Ville            | Province   | Saisons           | Titres            | Sous-championnats | 3e places       | Drapeaux |
| Urdaibai Umpro Avia       | Urdaibai Arraun Elkartea                  | Bou Bizkaia                                                        | Bermeo           | Biscaye    | 8 (2003-10)       | 4 (2004,07,08,10) | 0                 | 0               | 33       |
| Astillero                 | Société sportive d'aviron Astillero       | San José XII (2003) San José XIII (2004-05) San José XIV (2010)    | El Astillero     | Cantabrie  | 4 (2003-05/2010)  | 2 (2003,05)       | 1 (2004)          | 0               | 28       |
| Naturhouse Castro         | Société sportive d'aviron Castro-Urdiales | La Marinera                                                        | Castro Urdiales  | Cantabrie  | 8 (2003-10)       | 1 (2009)          | 2 (2006,08)       | 1 (2005)        | 30       |
| Hondarribia Orsa          | Hondarribia Arraun Elkartea               | Ama Guadalupekoa                                                   | Fontarrabie      | Guipuscoa  | 8 (2003-10)       | 1 (2006)          | 1 (2005)          | 3 (2004,07, 09) | 16       |
| Orio Amenabar             | Orio Arraunketa Elkartea                  | Txiki (2003-06) San Nikolas (2007) Mirotza (2008-10)               | Orio             | Guipuscoa  | 8 (2003-10)       | 0                 | 2 (2007,10)       | 2 (2006,08)     | 19       |
| San Pedro Ecolmare        | Sanpedrotarra Arraun Elkartea             | Libia                                                              | Pasaia           | Guipuscoa  | 4 (2007-10)       | 0                 | 1 (2009)          | 0               | 3        |
| Mecos Mondariz            | Club d'aviron Mecos                       | Mequiña                                                            | El Grove         | Pontevedra | 5 (2003-07)       | 0                 | 1 (2003)          | 0               | 2        |
| Pedreña                   | Société sportive d'aviron Pedreña         | María (2003-07) Marina de Cudeyo (2008-09) Seve Ballesteros (2010) | Marina de Cudeyo | Cantabrie  | 8 (2003-10)       | 0                 | 0                 | 0               | 2        |
| Cabo da Cruz              | Club d'aviron Cabo de Cruz                | Cabo da Cruz                                                       | Boiro            | La Corogne | 6 (2003-08)       | 0                 | 0                 | 0               | 1        |
| Zarautz Inmobiliaria Orio | Zarauzko Arraun Elkartea                  | Enbata                                                             | Zarautz          | Guipuscoa  | 6 (2003/06-10)    | 0                 | 0                 | 0               | 1        |
| San Juan Iberdrola        | Pasai Donibane Koxtape Arraun Elkartea    | Erreka                                                             | Pasaia           | Guipuscoa  | 5 (2003-06/2010)  | 0                 | 0                 | 2 (2003,10)     | 1        |
| Arkote                    | Arkote Arraun Taldea                      | Plentzitarra                                                       | Plentzia         | Biscaye    | 5 (2005-09)       | 0                 | 0                 | 0               | 0        |
| Zumaia Altuna y Uría      | Aita Mari Arraun Elkartea                 | Telmo Deun                                                         | Zumaia           | Guipuscoa  | 5 (2006-10)       | 0                 | 0                 | 0               | 0        |
| Tirán Pereira             | Société sportive Tirán                    | Pereira                                                            | Moaña            | Pontevedra | 5 (2003-04/08-10) | 0                 | 0                 | 0               | 0        |
| Grafilur Isuntza SuperBM  | Isuntza Arraun Elkartea                   | Isuntza                                                            | Lekeitio         | Biscaye    | 3 (2003-05)       | 0                 | 0                 | 0               | 0        |
| Laredo                    | Laredo Remo Club                          | La Pejinuca                                                        | Laredo           | Cantabrie  | 3 (2006-08)       | 0                 | 0                 | 0               | 0        |
| Trintxerpe Carglass       | Club athlétique Illunbe                   | Ilunbe                                                             | Pasaia           | Guipuscoa  | 2 (2004-05)       | 0                 | 0                 | 0               | 0        |
| Kaiku Ambilamp            | Société sportive d'aviron Kaiku           | Bizkaitarra                                                        | Sestao           | Biscaye    | 2 (2009-10)       | 0                 | 0                 | 0               | 0        |
| Samertolameu              | Société sportive Samertolameu             | Meira Mar                                                          | Moaña            | Pontevedra | 1 (2009)          | 0                 | 0                 | 0               | 0        |
| Camargo                   | Club d'aviron Camargo                     | Virgen del Carmen                                                  | Maliaño          | Cantabrie  | 0 (2011)          | 0                 | 0                 | 0               | 0        |

## Traînières participants à la ligue San Miguel 2011 (provisoire)
| Équipe                                     | Nom de la Traînière | Localité                   | Province              |
| Sociedad Deportiva Tirán                   | Ruly                | Tirán (Moaña)              | Pontevedra Galice     |
| Sociedad Deportiva de Remo Astillero       | San José XIV        | El Astillero               | Cantabria Cantabrie   |
| Sociedad Deportiva de Remo Pedreña         | Seve Ballesteros    | Pedreña (Marina de Cudeyo) | Cantabrie Cantabrie   |
| Sociedad Deportiva de Remo Castro Urdiales | La Marinera         | Castro-Urdiales            | Cantabrie Cantabrie   |
| Club de Remo Valle de Camargo              | Virgen del Carmen   | Maliaño (Camargo)          | Cantabrie Cantabrie   |
| Sociedad Deportiva de Remo Kaiku           | Bizkaitarra         | Sestao                     | Biscaye Pays basque   |
| Urdaibai Arraun Elkartea                   | Bou Bizkaia         | Bermeo                     | Biscaye Pays basque   |
| Aita Mari Arraun Elkartea                  | Telmo Deun          | Zumaia                     | Guipuscoa Pays basque |
| Orio Arraunketa Elkartea                   | Mirotza             | Orio                       | Guipuscoa Pays basque |
| Sanpedrotarra Arraun Elkartea              | Libia               | Pasaia                     | Guipuscoa Pays basque |
| Pasai Donibane Koxtape Arraun Elkartea     | San Juan            | Pasaia                     | Guipuscoa Pays basque |
| Hondarribia Arraun Elkartea                | Ama Guadalupekoa    | Fuenterrabía               | Guipuscoa Pays basque |

## Vainqueurs
- Saison 2003: Astillero
- Saison 2004: Urdaibai
- Saison 2005: Astillero
- Saison 2006: Hondarribia
- Saison 2007: Urdaibai
- Saison 2008: Urdaibai
- Saison 2009: Castro
- Saison 2010: Urdaibai
- Saison 2011: Kaiku

### Sources
- (es)/(eu) Cet article est partiellement ou en totalité issu des articles intitulés en espagnol « Liga ACT » (voir la liste des auteurs) et en basque « San Miguel Liga » (voir la liste des auteurs).